# Provincialaat
Het provincialaat is het provinciaal bestuur van een kloosterorde of congregatie (kloostergemeenschap). Het te besturen gebied (de provincie) kan zich uitstrekken over meerdere landen. Aan het hoofd van een provincialaat staat een provinciaal-overste.